# Station Leagrave
Leagrave is een spoorwegstation van National Rail in Leagrave, Luton in Engeland. Het station is eigendom van Network Rail en wordt beheerd door Govia Thameslink Railway. Het station is geopend in 1856.